# Inquinamento causato dalla plastica

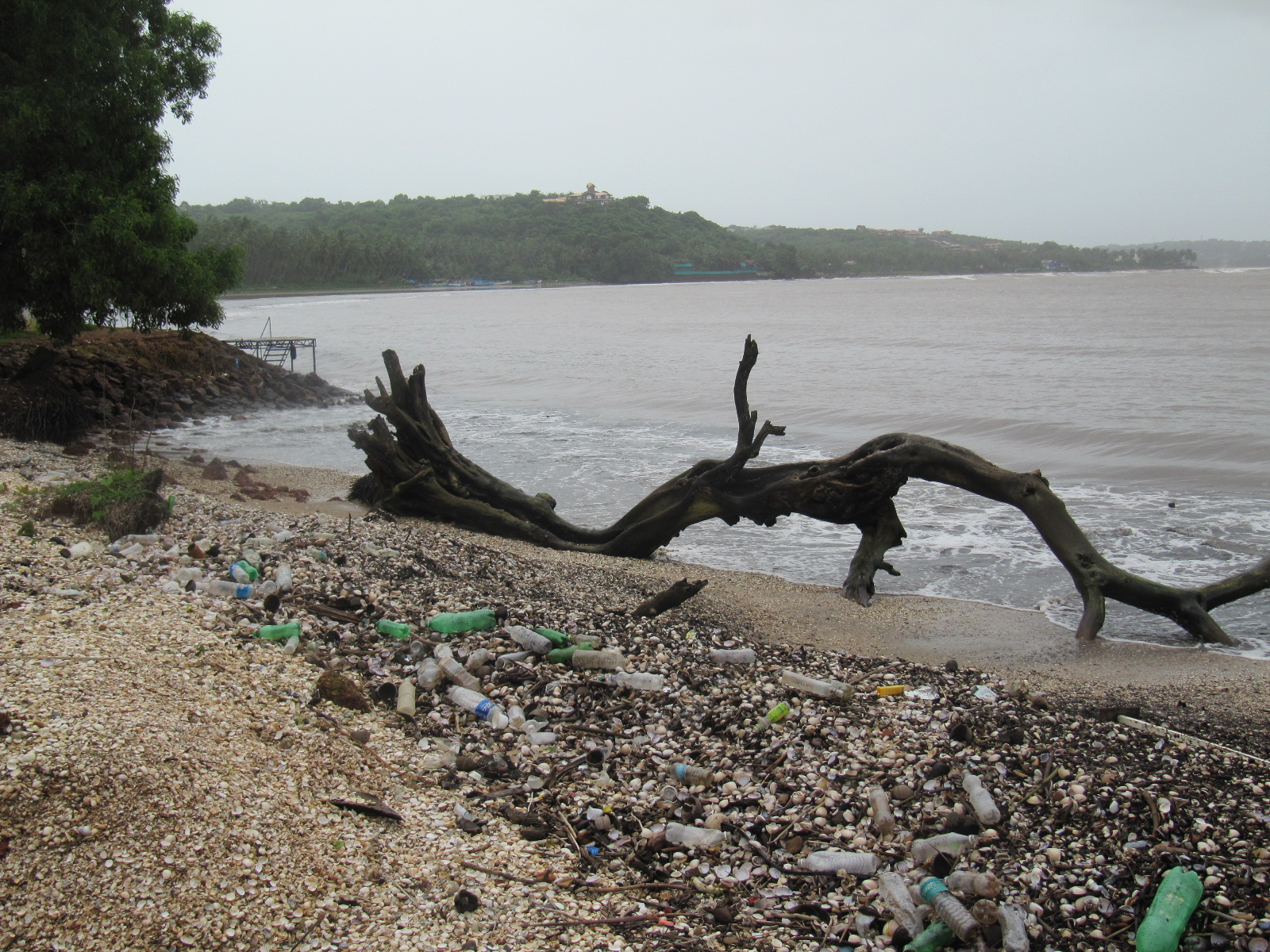
Inquinamento da plastica a Coco Beach in Tanzania.

L'inquinamento causato dalla plastica consiste nella dispersione e nell'accumulo di materie plastiche nell'ambiente, il che causa problemi all'habitat di fauna e flora selvatica, oltre che a quello umano. Tale tipo di inquinamento può interessare l'aria, il suolo, i fiumi, i laghi e gli oceani.
La rilevanza del fenomeno deriva dall'economicità della plastica, dalla sua diffusione, dal suo utilizzo capillare in vari settori di attività e dalla sua alta persistenza nel tempo.
Pioniere del problema della plastica nei mari fu il biologo Edward Carpenter del Woods Hole Oceanographic Institution che nel 1972 pubblicò su Science due articoli di denuncia della massiccia presenza di particelle plastiche galleggianti nel mar dei Sargassi, articoli che furono quasi ignorati per una trentina d'anni.
Nel 2022 l'Ocse ha presentato uno studio che analizzando il periodo tra il 1950 e il 2015 stima che <<solo 9% dei rifiuti di plastica sono stati riciclati in fine, mentre 19% sono stati inceneriti e circa 50% sono finiti in discariche controllate. Il restante 22% è stato abbandonato in discariche selvagge, bruciato a cielo aperto o gettato nell'ambiente>> auspicando uno sforzo per aumentare la quota di riciclo.
In merito al modesto riciclaggio della plastica influiscono sia i processi onerosi legati a questa attività, sia il ridotto numero di volte che mediamente la plastica può venire riciclata, a differenza di altri materiali come il vetro o i metalli.

## Tipologie di inquinamento

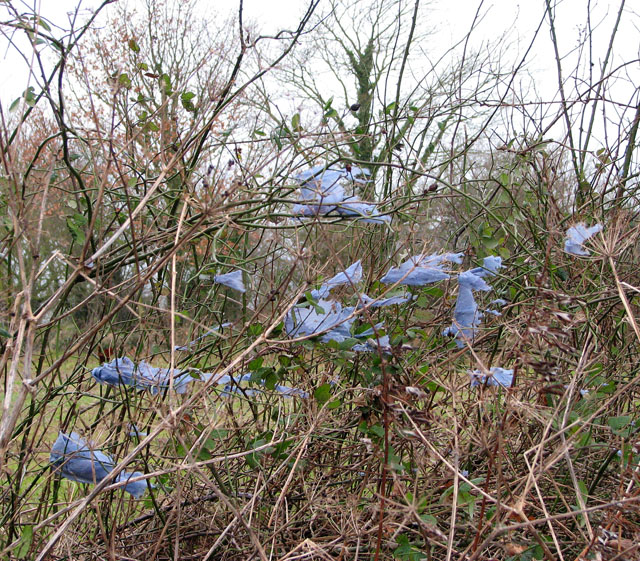
Inquinamento da plastica.

L'inquinamento dalla plastica si può verificare in varie forme, tra cui rifiuti abbandonati in terra e in mare, particelle di plastica in acqua e Friendly Floatees. Una grande percentuale di plastica prodotta ogni anno viene utilizzata una sola volta e poi gettata.
Per l'Agenzia per la Protezione dell'Ambiente degli Stati Uniti nel 2011 le plastiche costituivano oltre il 12% dei rifiuti solidi urbani. Negli anni sessanta, invece, costituivano meno dell'1%.

### Microparticelle di plastica: microplastiche e nanoplastiche
Nel 2017 è stato presentato un rapporto redatto con analisi in tutto il mondo, sulla presenza di microparticelle, dette microplastiche o nanoplastiche a seconda delle dimensioni, nelle acque e nell'aria, che per le loro ridotte dimensioni entrano nelle catene alimentari. Le microparticelle sono prodotte col lavaggio degli indumenti sintetici, con l'usura di pneumatici, col deterioramento delle vernici, con il lavaggio di prodotti estetici.

### Pellets
Durante il loro trasporto, i pellet possono disperdersi nell'ambiente, in particolare negli ecosistemi fluviali e marini. Siccome le materie plastiche in genere non sono biodegradabili, tali pellet rimangono nell'ambiente per lunghissimi tempi.
I pellet possono rilasciare nel tempo sostanze tossiche, quali: policlorobifenili (PCB), diclorodifenildicloroetilene (DDE), diclorodifenildicloroetano (DDD), diclorodifeniltricloroetano (DDT), esaclorocicloesano (HCH) e nonilfenoli (NP).

## Effetti sull'ambiente

### Terra
Le plastiche alogene rilasciano sostanze chimiche nocive al terreno circostante, che penetrano in profondità raggiungendo falde acquifere o altre fonti d'acqua. I danni sono molto seri per le specie viventi che assumono questa acqua inquinata. Le aree utilizzate come discarica sono costantemente colmate da rifiuti di tipo plastico. In queste zone ci sono molti microrganismi che accelerano la degradazione biologica delle plastiche. Per quel che riguarda le plastiche biodegradabili, non appena vengono gettate, il metano, pericoloso gas serra che contribuisce significativamente al riscaldamento globale, viene rilasciato. Alcune discariche stanno prendendo l'iniziativa di installare dispositivi per la cattura del metano, che potrebbe essere utilizzato per produrre energia, ma la maggior parte degli stabilimenti non li ha ancora adottati.

### Oceani
A partire dagli anni Novanta è stato identificato un ammasso di rifiuti galleggianti costituiti prevalentemente da frammenti plastici di dimensioni inferiori ai 5 millimetri, in una zona estesa di almeno un milione di chilometri quadrati nell'Oceano Pacifico battezzata Pacific Garbage Patch. Si suppone che l'80% dei detriti provenga da terraferma attraverso i fiumi. L'inquinamento causato dalla plastica non colpisce soltanto l'Oceano Pacifico, ma anche il Mar Mediterraneo. A nord ovest dell’isola d’Elba, tra il corno della Corsica e la Capraia, è apparsa un’isola di rifiuti di plastica composta da frammenti più piccoli di 2 millimetri.

#### Plastisfera
La plastisfera è quel nuovo ecosistema diffuso in tutti i mari, formato dalle colonie di organismi che si aggregano e sviluppano sulle plastiche in sospensione, del quale per ora si conosce ancora poco sulle sue interazioni con l'ambiente.

### Animali
L'inquinamento causato dalla plastica è potenzialmente pericoloso per gli animali, il che potrebbe influire negativamente sulle forniture alimentari umane. In primo luogo è altamente dannoso nei confronti dei grandi mammiferi marini e nel volume Introduzione alla Marina Biologica è definito la loro "più grande minaccia". Nello stomaco di alcuni animali marini, come la tartaruga marina, sono stati trovati pezzi di plastica, che ne hanno causato la morte. Quando questo succede, la morte degli animali è generalmente causata dalla fame, poiché questi materiali bloccano il loro tratto digestivo. Talvolta, invece, i mammiferi marini rimangono intrappolati in prodotti di plastica, come se fossero reti, rischiando di rimanere uccisi. Quando un animale si impiglia, infatti, la sua capacità di movimento è gravemente ridotta, rendendo quindi molto difficile trovare cibo. Se la morte non sopravviene, spesso tra le conseguenze ci sono gravi lacerazioni e ulcere.
Sono circa 260 le specie, tra cui invertebrati, che sono state danneggiate dall'inquinamento causato dalla plastica. È stato stimato che oltre 400.000 mammiferi marini trovano la morte in questo modo negli oceani. Una ricerca condotta nel 2004 ha concluso che i gabbiani nel Mare del Nord hanno una media di trenta pezzi di plastica nel loro stomaco.

## Effetti sugli umani
I prodotti plastici contengono diversi tipi di sostanze chimiche, a seconda della tipologia. L'aggiunta di additivi ne migliora le proprietà meccaniche, tuttavia ciò ha i suoi effetti collaterali. In particolare, alcune delle sostanze chimiche possono essere nocive per l'uomo per assorbimento cutaneo, causando dermatiti a contatto con la pelle umana, anche se presenti in tracce, rendendole pericolose anche per i lavoratori addetti alla loro produzione. Inoltre gli effetti sull'organismo umano di molte di queste sostanze non sono ancora conosciuti.
Secondo uno studio dei dottori Ragusa, Svelato e De Luca dell’U.O.C. di Ostetricia e Ginecologia dell’ospedale Fatebenefratelli dell’isola Tiberina di Roma sono state rinvenute microplastiche all'interno di diversi campioni di placente umane.
Nel 2020, il Biodesign Center for Environmental Health Engineering dell'Arizona State University (ASU) ha confermato che "frammenti microscopici di plastica si sono stabiliti in tutti i principali organi di filtraggio del nostro corpo": iI ricercatori hanno trovato prove di contaminazione da plastica in campioni di tessuto prelevati da polmoni, fegato, milza e reni di cadaveri umani donati. "Abbiamo rilevato queste sostanze chimiche della plastica in ogni singolo organo su cui abbiamo studiato", ha affermato il ricercatore senior Rolf Halden, direttore del centro accademico. Da tempo si teme che le sostanze chimiche nella plastica possano avere una vasta gamma di effetti sulla salute che vanno dal diabete e obesità alla disfunzione sessuale e all'infertilità.

## Politiche di riduzione dell'inquinamento da plastica
Con lo scopo di limitare la diffusione di rifiuti di natura plastica, il governo italiano ha vietato dal 1 gennaio 2019 la produzione e la vendita di cotton fioc non biodegradabili e le microplastiche nei cosmetici dal 1 gennaio 2020.
Secondo la Plastic strategy della Commissione Europea, entro il 2030 tutti gli imballaggi di plastica dovranno essere riciclabili o riutilizzabili e la messa al bando delle microplastiche dovrà ritenersi definitiva.
In diversi paesi (fra i quali l'Italia ed il Regno Unito) è inoltre in discussione l'ipotesi di introdurre una speciale tassa sulla plastica (plastic tax) al fine di ridurre all'origine la produzione e l'utilizzo degli imballaggi in plastica non riciclabile e di limitarne così la diffusione, incentivando le aziende a considerare forme diverse di imballaggio dei propri prodotti, aumentandone il costo di produzione mediante l'applicazione di un'imposta pigouviana.
Nel dicembre 2017, l’Assemblea ambientale delle Nazioni Unite ha adottato un obiettivo globale per fermare lo scarico di plastica in mare

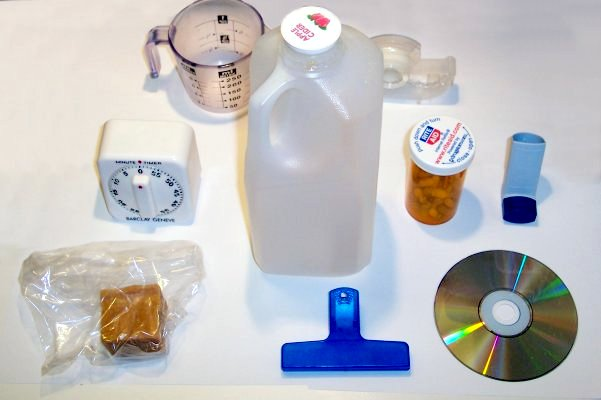
Oggetti domestici realizzati con vari tipi di plastica.